# Arvier

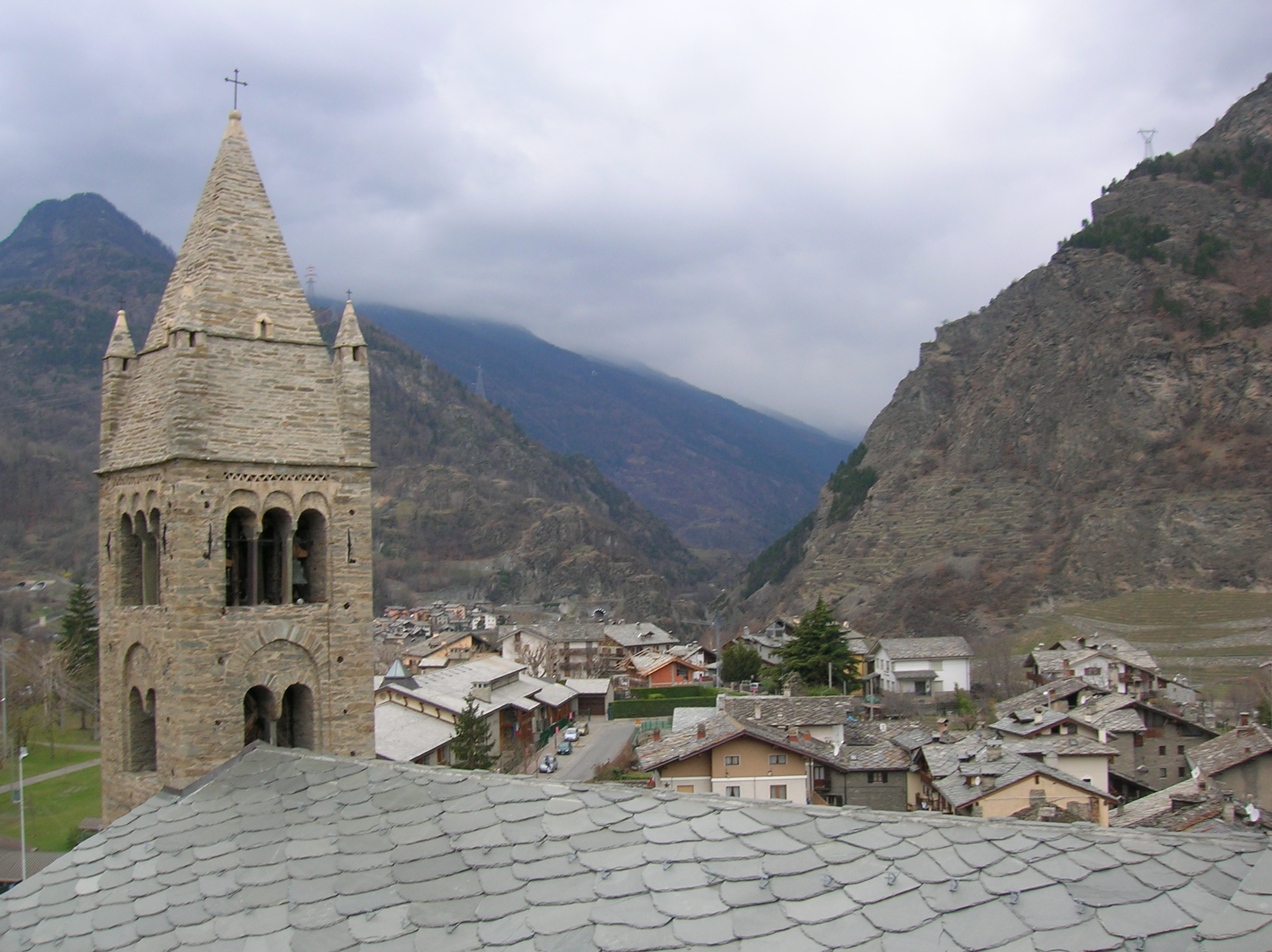

Arvier is een gemeente in de Italiaanse regio Aostadal en telt 848 inwoners (31-12-2004). De oppervlakte bedraagt 33,4 km², de bevolkingsdichtheid is 25 inwoners per km².

## Demografie
Arvier telt ongeveer 398 huishoudens. Het aantal inwoners steeg in de periode 1991-2001 met 8,8% volgens cijfers uit de tienjaarlijkse volkstellingen van ISTAT.
| Jaar | Inwoneraantal |
| ---- | ------------- |
| 1991 | 770           |
| 2001 | 838           |

## Geografie
De gemeente ligt op ongeveer 776 m boven zeeniveau.
Arvier grenst aan de volgende gemeenten: Avise, Introd, La Thuile, Rhêmes-Saint-Georges, Saint-Nicolas, Valgrisenche, Villeneuve.

## Geboren in Arvier
- Maurice Garin (1871-1957), winnaar van de eerste Ronde van Frankrijk
- Ambroise Garin (1875-1969), wielrenner